# Головнокомандування Вермахту «Захід»

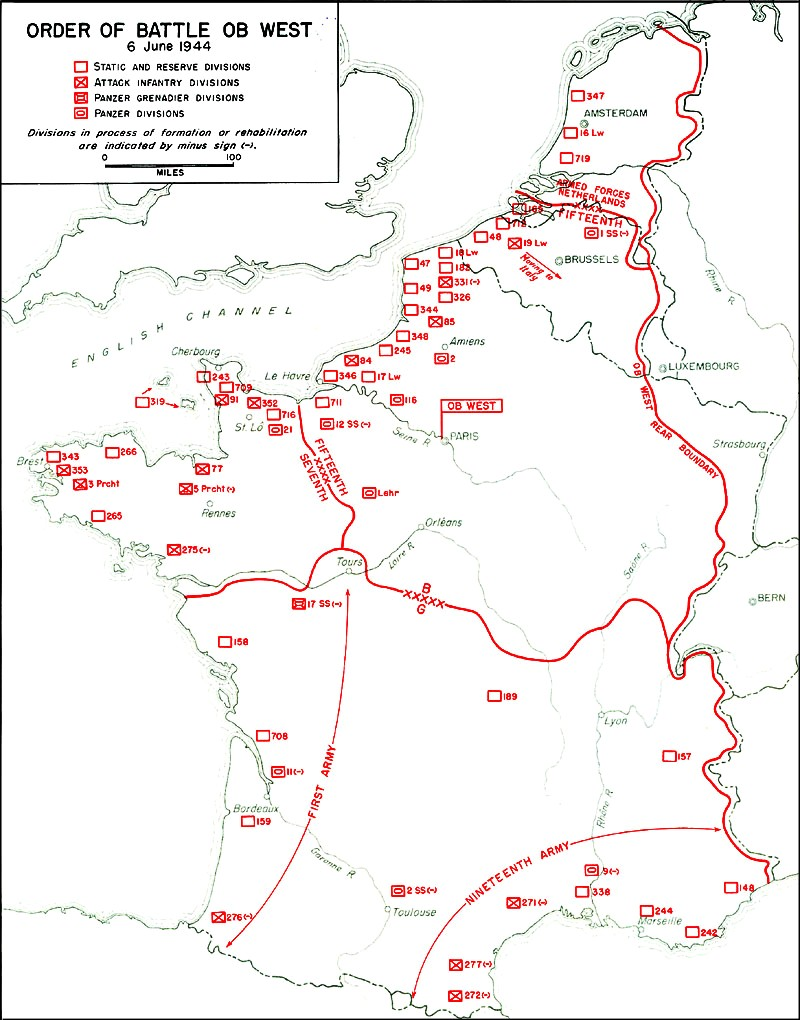
Карта дислокації угруповань Головнокомандування Вермахту «Захід» перед початком вторгнення західних союзників. 6 червня 1944

Головнокомандування Вермахту «Захід» (нім. Oberbefehlshaber West; нім. акр. OB West) — об'єднане стратегічне головне командування усіма видами Збройних сил Німеччини під час Другої світової війни на Західному театрі воєнних дій.
Головнокомандування Вермахту «Захід» було створене 10 жовтня 1940 на чолі з генерал-фельдмаршалом Г. Рундштедтом.

## Головнокомандувачі
| 10 жовтня 1940  | 1 квітня 1941   | генерал-фельдмаршал Герд фон Рундштедт  |
| 1 травня 1941   | 15 березня 1942 | генерал-фельдмаршал Ервін фон Віцлебен  |
| 15 березня 1942 | 2 липня 1944    | генерал-фельдмаршал Герд фон Рундштедт  |
| 2 липня 1944    | 16 серпня 1944  | генерал-фельдмаршал Гюнтер фон Клюге    |
| 16 серпня 1944  | 3 вересня 1944  | генерал-фельдмаршал Вальтер Модель      |
| 3 вересня 1944  | 11 березня 1945 | генерал-фельдмаршал Герд фон Рундштедт  |
| 11 березня 1945 | 22 квітня 1945  | генерал-фельдмаршал Альберт Кессельрінг |

## Бойовий склад Головнокомандування «Захід» за станом на червень 1944
| Командування Вермахту «Захід» |                        |                        |                 |
| Група армій «B»               | Група армій «B»        | Танкова група «Захід»  | Група армій «D» |
| 7-ма армія                    | 15-та армія            | 1-й танковий корпус СС |                 |
| 84-й армійський корпус        | 87-й армійський корпус | 46-й танковий корпус   |                 |
| 2-й парашутний корпус         |                        | 2-й танковий корпус СС |                 |